# Bialetti Industrie
Bialetti Industrie è un'azienda italiana specializzata nella produzione di caffettiere, piccoli elettrodomestici e strumenti di cottura con i marchi Bialetti, Aeternum, Rondine e Cem (in Turchia).
È quotata alla Borsa di Milano dove è presente nell'índice FTSE Italia Small Cap.

## Storia
Il Gruppo nasce nel 1998 in seguito alla fusione delle aziende Rondine Italia di Coccaglio (BS), produttrice di pentole in alluminio, e la Alfonso Bialetti & C. di Crusinallo (VB), produttrice di caffettiere, che era stata rilevata nel 1993 proprio dall'azienda bresciana della famiglia Ranzoni.
A partire dal 2000 il Gruppo si espande acquisendo diverse aziende e marchi dello stesso settore, come Pres-metal Casalinghi e Gb-Guido Bergna (2001).
Nel 2005, rileva la Girmi, nota azienda italiana produttrice di piccoli elettrodomestici, e la CEM, azienda leader in Turchia nella produzione e commercializzazione di strumenti per la cottura. L'anno successivo acquisisce Aeternum, marchio italiano della produzione in acciaio.
Nel 2007 la Bialetti Industrie fa il suo ingresso nella Borsa Italiana. Quell'anno l'azienda è leader nel mercato italiano delle caffettiere con una quota del 74% e in quello degli strumenti per la cottura con il 26%., con una buona presenza anche nei mercati europeo e mondiale. Distribuisce i propri prodotti con i marchi Bialetti, Rondine, Girmi, Aeternum e CEM.
Fino al 2009 la produzione avviene in cinque stabilimenti: 2 in Italia (Coccaglio, Crusinallo) e 3 all'estero (India, Romania e Turchia). Nel 2010 l'azienda vende a gestori locali lo stabilimento indiano, tenendone però il controllo a livello commerciale, e, nello stesso anno, viene chiuso lo storico stabilimento Bialetti di Crusinallo per spostare la produzione nell'Europa orientale.
Nel 2015 cede il marchio Girmi a Trevidea. L'azienda, che ha deciso di aprire negozi monomarca all'interno dei centri commerciali e di produrre anche caffè in capsule per far fronte alla concorrenza, entra in sofferenza e deve effettuare un aumento di capitale dopo avere siglato alla fine del 2014 un'intesa con le banche sull'indebitamento.
La strategia non sembra dare risultati positivi. Nel 2017, di fronte anche ad un calo delle vendite delle caffettiere del 5,3%, il bilancio del Gruppo Bialetti, che registra un indebitamento finanziario di 78,2 milioni di euro di fronte a un patrimonio netto di 8,8 milioni, mostra ricavi per 176,8 milioni (con un calo dell'1,8%) e una perdita di 5 milioni rispetto all'utile di 2,7 milioni ottenuto nel 2016. Entro giugno 2018 la proprietà deve inoltre rinegoziare con le banche l'accordo sul debito scaduto a fine 2017. La società di revisione Kpmg ha sostenuto l'impossibilità di esprimere un giudizio sul bilancio per le incertezze legate alla continuità aziendale. In Borsa il titolo della società è più volte rinviato al ribasso. Dal 2007, anno della quotazione, ha perso circa l'80%.
Nell'ottobre 2018 la società annuncia che il fondo americano Och-Ziff Capital avrebbe investito nell'azienda una quarantina di milioni nell'ambito di una ristrutturazione del debito, partecipando ad un aumento del capitale e ottenendo il 25%. E chiede al tribunale di Brescia di ottenere il decreto di ammissione anticipata ai benefici previsti dall'articolo della legge fallimentare in merito agli accordi di ristrutturazione del debito. Nei primi mesi del 2019 entra a far parte dell'azienda il nuovo Direttore Finanziario Alessandro Matteini. Gli accordi di ristrutturazione sono omologati dal tribunale bresciano nell'aprile 2019 dopo che l'azienda aveva chiuso il 2018 con un drastico peggioramento della situazione finanziaria: ricavi in calo a 126,3 milioni, Ebitda negativo, perdita aumentata a 48,5 milioni. In novembre, dopo la nomina di Egidio Cozzi nel ruolo di amministratore delegato e l'avvio di un nuovo piano industriale, viene varato un aumento di capitale  per raccogliere 6,6 milioni di euro e cercare di evitare il fallimento dell'azienda che ha nel settembre 2019 un indebitamento di 120,5 milioni.
L'azienda è infine stata venduta nel 2025 a una holding con sede in Lussemburgo, di proprietà della famiglia cinese Pao-Cheng.

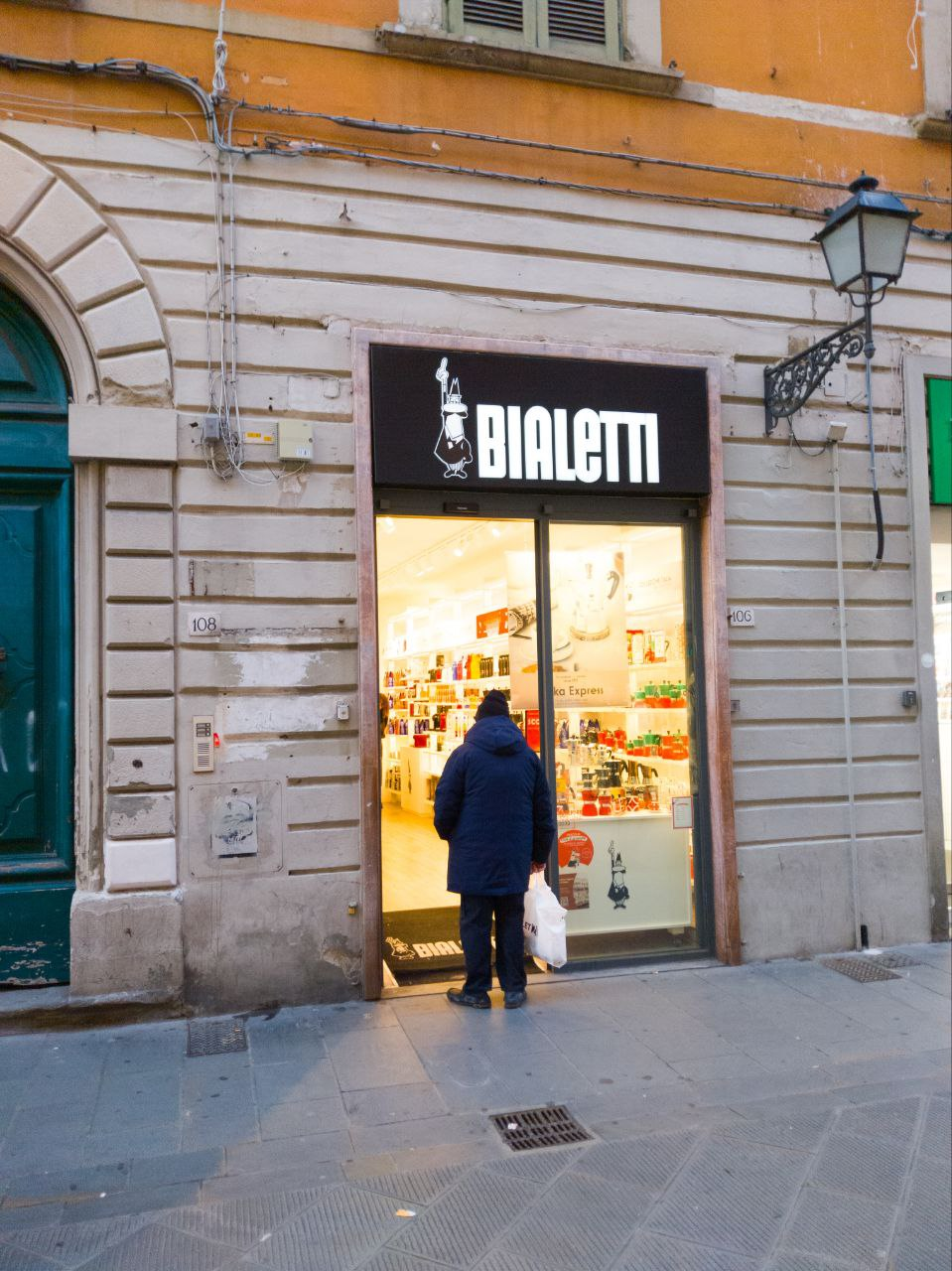
Negozio Bialetti a Pisa.

## Stabilimenti
Nel 2018 gli stabilimenti produttivi sono tre: a Coccaglio (produzione di capsule in alluminio a partire dal 2012); a Ploiești in Romania (componenti di base e prodotti finiti per le caffettiere); a İzmit in Turchia (strumenti di cottura in alluminio antiaderente, ceramici e smaltati). Nello stabilimento turco è stato ridotto il numero dei dipendenti nei primi mesi del 2018.

## Azionariato
L'azionariato comunicato alla Consob è il seguente:
- Bialetti Holding - 64,72%
- Diego Della Valle & C. - 6,940%
- Azioni proprie - 0,150%
- Altri azionisti - 28,190%

Fonte: Bialetti Group. Data: 27 aprile 2018

## Consiglio di amministrazione
- Presidente Francesco Ranzoni
- Amministratore delegato: Egidio Cozzi
- Direttore finanziario:Alessandro Matteini
- Consigliere: Roberto Ranzoni
- Consigliere: Elena Crespi
- Consigliere: Ciro Timpani
- Consigliere: Antonella Neri-Clementi

Data: novembre 2019